# Håskjæret

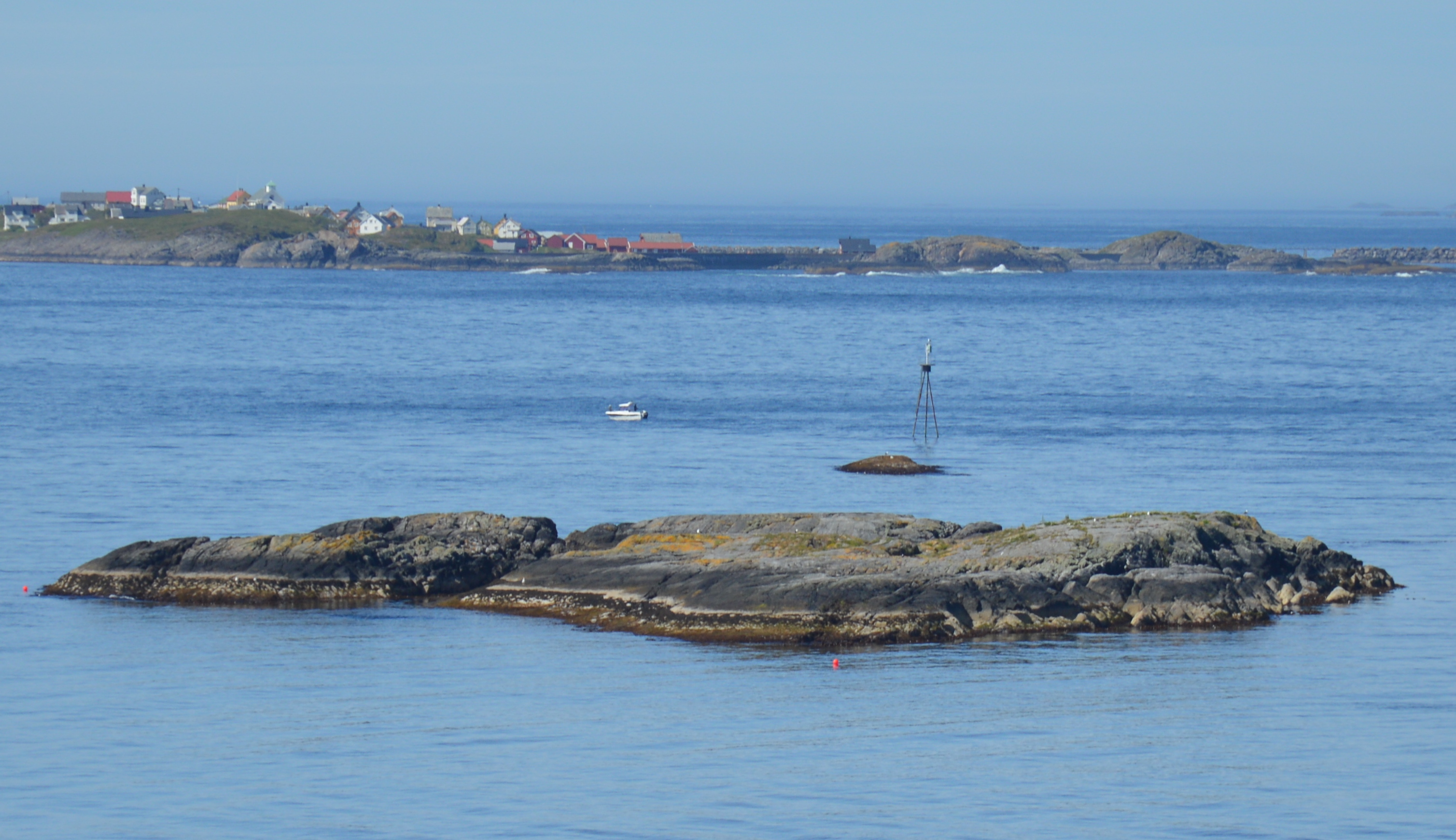
Håskjæret, Blick von Osten

Håskjæret ist eine unbewohnte Schäreninsel in Norwegen und gehört zur Gemeinde Hustadvika in der Provinz Møre og Romsdal.
Sie liegt westlich vor dem Dorf Bud im Seegebiet am Übergang von Hustadvika in den Harøyfjord. Nördlich liegt die Insel Nørdre Odden, östlich die unmittelbar dem Festland vorgelagerte Insel Tjønnøya, von der sie durch den Storsundet getrennt ist. Westlich befindet sich die kleine Schäre Frettaskjæret.
Håskjæret erstreckt sich von Nordosten nach Südwesten über etwa 200 Meter bei einer Breite von bis zu ungefähr 100 Metern. Die felsige Insel ist karg und nur wenig bewachsen.